# 门钉肉饼

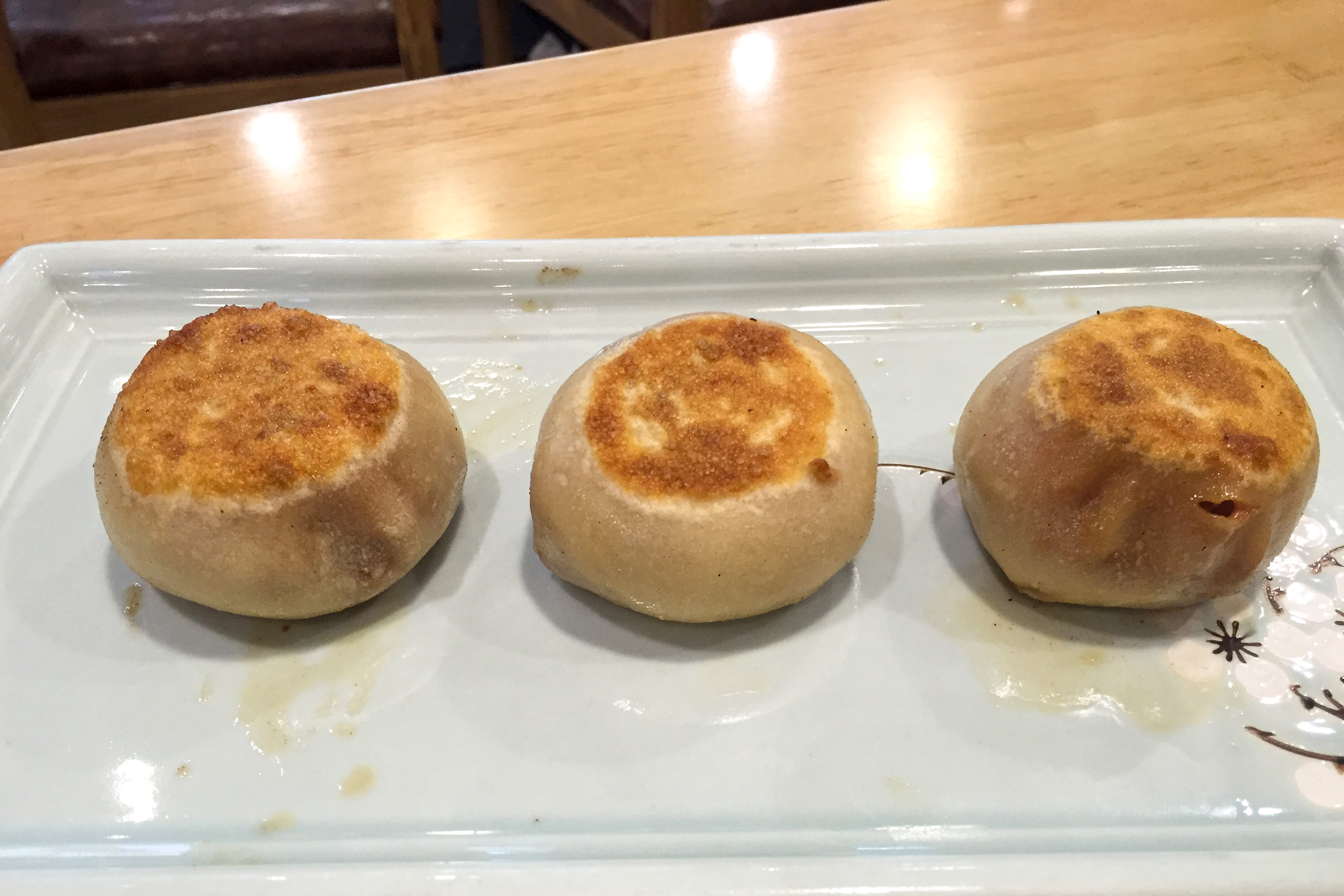
三个门钉肉饼

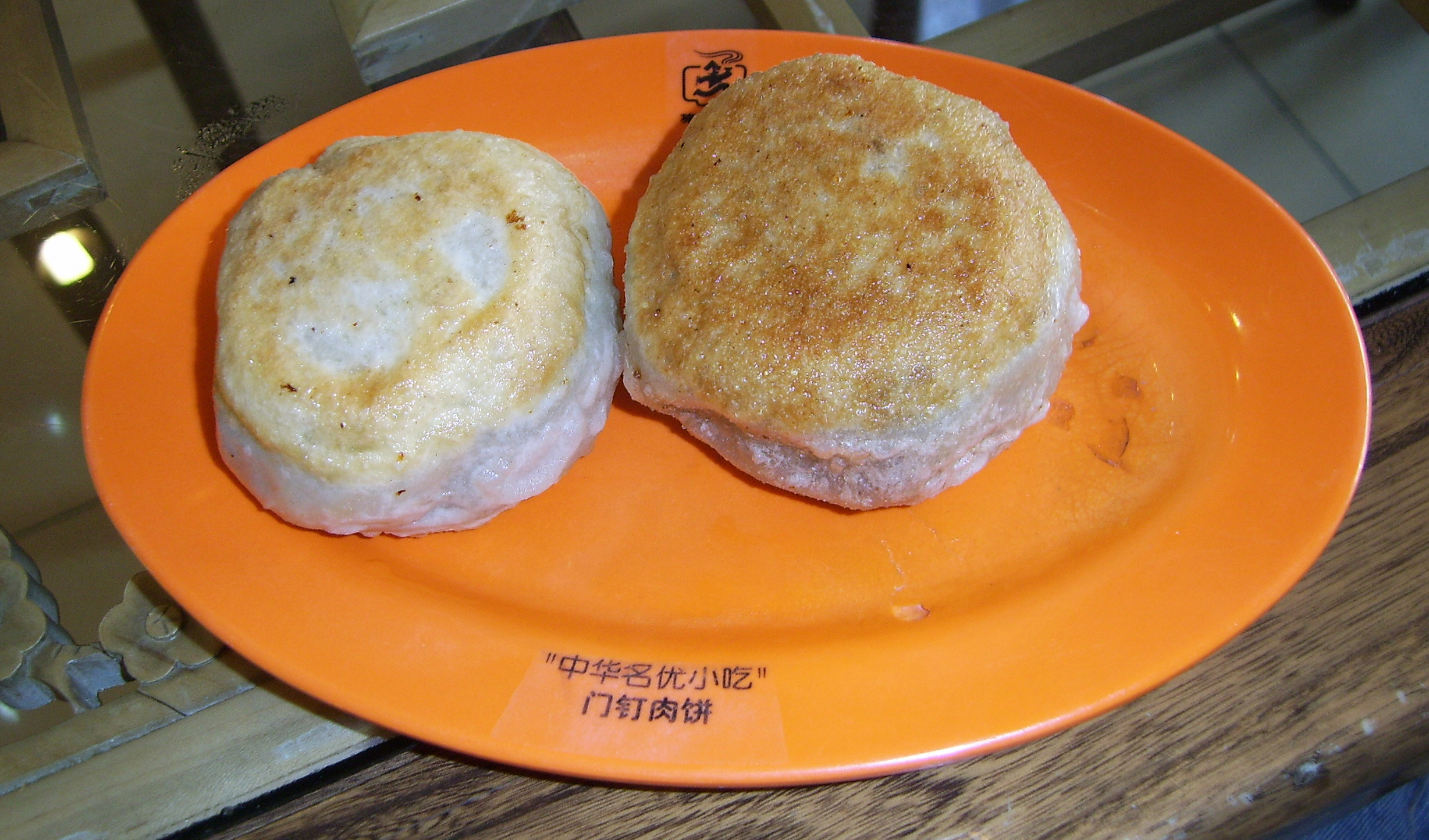
两个刚做好的门丁肉饼

门丁肉饼或门钉肉饼是北京的一种传统小吃，属于肉馅饼。因为形状像古时候城门上的门钉而得名。而且据说门丁肉饼有吉祥的含义。

## 来历
据说清朝时皇宫的御膳房为特意慈禧太后做了一道有馅的点心，慈禧很喜欢吃，问这种食品的名字。厨师临时想到宫廷大门上的门钉，就回答说叫做门钉肉饼。

## 做法
门丁肉饼的做法和一般的馅饼区别不大，只是馅饼是扁的，而门丁肉饼则是高约3厘米，直径5厘米的圆柱体。馅传统上是牛肉大葱。

## 吃法
由于门丁肉饼油很大，而且牛油很容易凝固，因此趁热吃比较好，口感也好。但是趁热吃也容易不小心烫嘴。而且一般吃的时候，最好淋上一些醋，既能去除油腻的感觉，又能带来更好的口感。

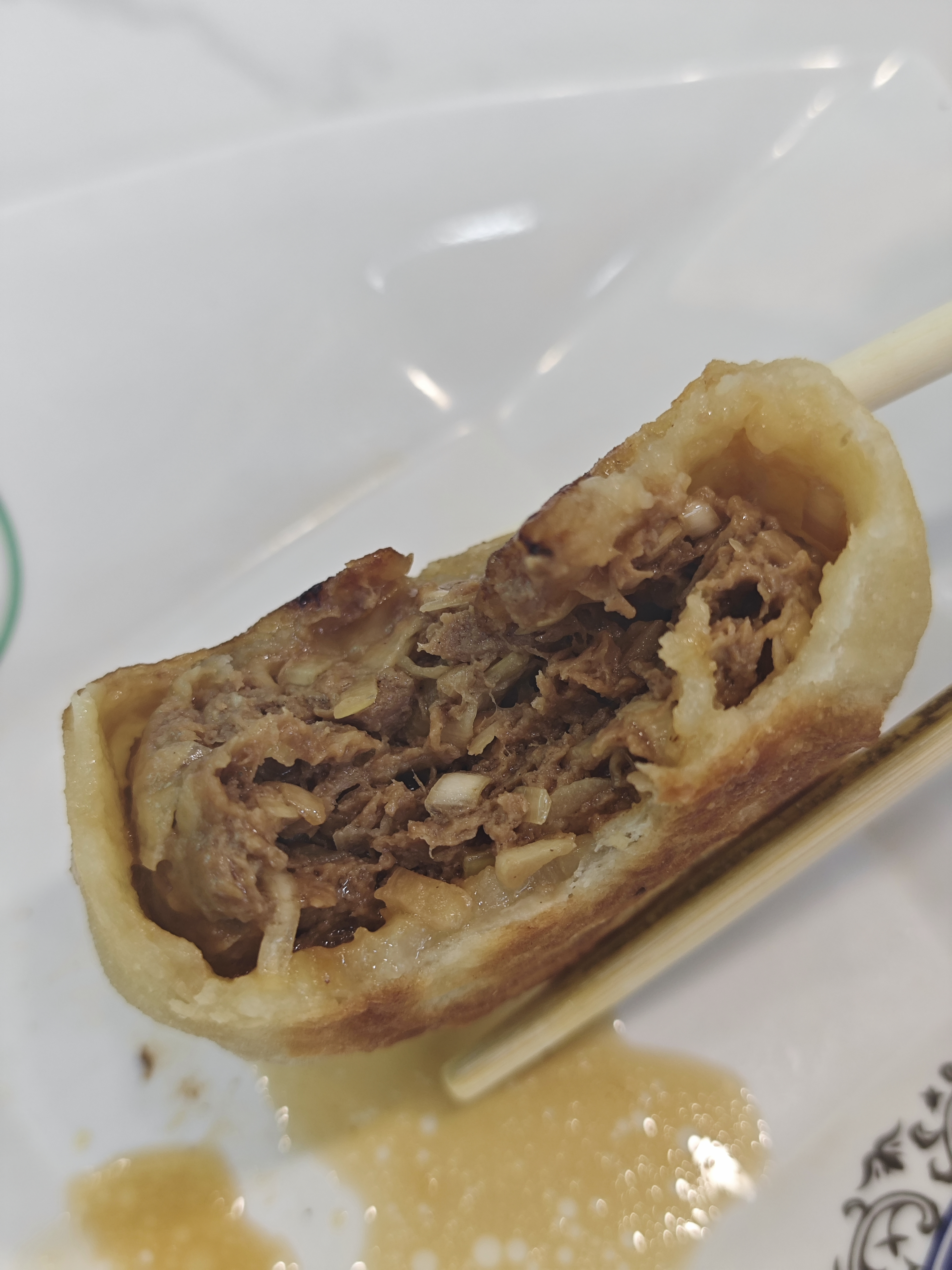
一个咬开的门钉肉饼，里面有丰富的肉汁

## 知名字号
- 门丁李
- 白魁老号